# Pettingen
Pettingen (hist. Pittange, lb. Pëtten, niem. Pittingen) – wieś (Uertschaft) w środkowym Luksemburgu, w kantonie Mersch, w gminie Mersch. Do 3 października 2015 miejscowość leżała w dystrykcie Luksemburg. Liczy 245 mieszkańców (31 grudnia 2022).